# Karel Wünsch
Karel Wünsch (29. března 1932 Nový Bor – 18. září 2020 Sloup v Čechách) byl sklářský výtvarník, malíř a pedagog.

## Život

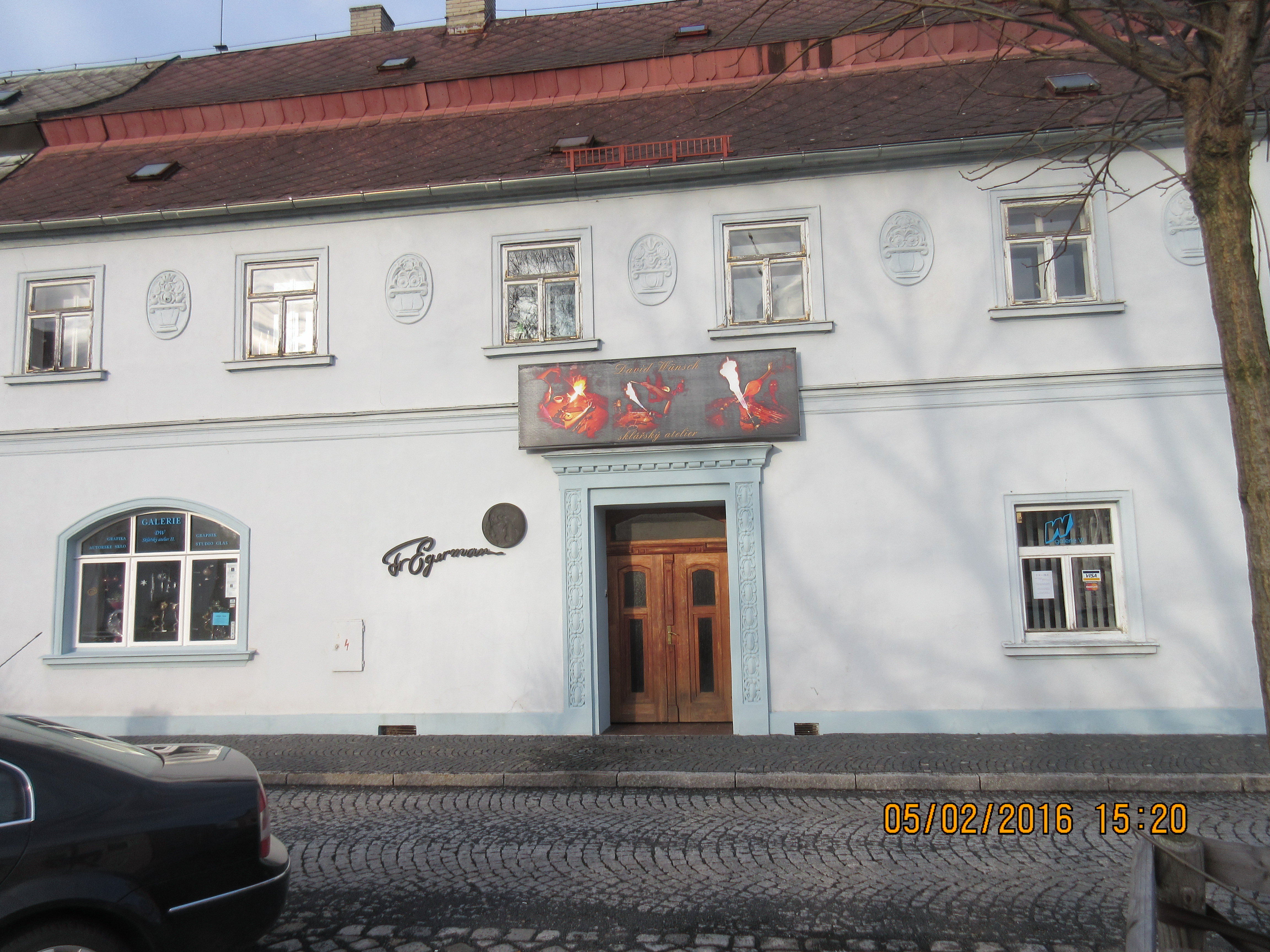
Rodný dům Karla Wünsche čp. 101 v Novém Boru s Galerií W a pamětní deskou Jiřího Harcuby

Karel Wünsch se narodil v domě na náměstí v Haidě (Novém Boru), kde měl kdysi vzorkovnu výrobků výrobce skla a vynálzce lazur a lithyalinu Friedrich Egermann. Jeho rodina zde vlastnila prosperující rafinérii broušeného skla. Jeho otec Josef Wünsch je autorem unikátního oltáře ze 186 broušených benátských zrcadel ve zlacených rámech a broušených křišťálových svícnů v kapli Sv. Alžběty v Harrachově z let 1898-1902. Po smrti otce se matka znovu provdala a dál vedla firmu, ale roku 1938 se po záboru Sudet musela odstěhovat k příbuzným do Prahy a rafinerie během války v nucené správě firmy Mechold & Co zkrachovala.
V letech 1946–1950 studoval Karel Wünsch na Střední průmyslové školé sklářské v Novém Boru u Stanislava Libenského. Po ukončení školy dostal jako syn továrníka pracovní příkaz do podniku Státní lesy. Odtud se mu podařilo přejít na místo pomocného skladníka a nakonec dělníka v Severočeských sklárnách (před znárodněním sklárna Rückl v Kamenickém Šenově). Zde během tří let prošel všemi provozy výroby optického skla a dokonale se seznámil se sklářskými technologiemi a poznal osobně některé sklářské mistry. Jako dělník pak směl pokračovat ve studiích v letech 1953–1959 ve speciálním ateliéru pro foukané, leptané a malované sklo u prof. Josefa Kaplického na Vysoké škole uměleckoprůmyslové v Praze. Během školních prázdnin vykonával praxi ve sklárnách v Novém Boru, Květné a Karolince a své první návrhy malovaného a rytého skla s abstraktními vzory realizoval již v letech 1956-1959.
Po dokončení studia pracoval do roku 1969 jako výtvarník technicko-výtvarného střediska EXBOR v podniku Borské sklo, které vedl René Roubíček. Výrazně ovlivnil produkci tzv. Ateliérů borských skláren, kde se formovaly nové výrobní koncepce a realizovala náročná ruční výroba skla. Po srpnové okupaci prodělal na přelomu let 1968–1969 těžké onemocnění spojené s delší rekonvalescencí a na podzim 1969 spolupráci s EXBORem ukončil. Od roku 1970 byl výtvarníkem ve svobodném povolání.
S autorským sklem se Karel Wünsch prosadil doma už roku 1957 a poté zejména na zahraničních výstavách na Milánském trienále (1960), v New Yorku a Tokiu (1964) a na Expo 67 v Montrealu. Zúčastnil se sympozií hutního skla ve Škrdlovicích (1971, 1976, 1979), Mezinárodních sklářských sympozií v Novém Boru (1982, 1988) a ve Frauenau (1988 – jako lektor, 1991). Roku 1990 založil Sdružení tvůrců a přátel autorského skla Glass Forum Nový Bor. Roku 1994 otevřel v rodném domě v Novém Boru vlastní Galerii W (nyní sklářský ateliér a prodejní galerie skla DW), kde vystavovala řada sklářských výtvarníků. Žil v obci Sloup v Čechách.
Roku 2008 obdržel Cenu hejtmana Libereckého kraje a roku 2022 Čestnou medaili města Liberce in memoriam.

### Ocenění
- 1964 1. cena MSP za kolekci rytého skla, 3. cena ÚUŘ za broušené sklo
- 1967 2. cena v soutěži pro Expo 67 za kolekci přejímaného skla
- 1968 krajská cena za výtvarnou práci ve sklářství

## Dílo
Kalel Wünsch se jako výtvarník prosadil při navrhování designu sklářských výrobků pro sériovou výrobu, uplatnil se při návrzích skla do architektury a společenských interiérů i jako originální tvůrce skleněných objektů, váz a plastik. V 60. letech se spolu s Ladislavem Olivou a Pavlem Hlavou podílel na prosazení moderního designu sklářských výrobků Borského skla a jeho vzory ze 60. let patří k tomu nejlepšímu, co bylo v českém designu vytvořeno. Spolupracoval také s hutí a brusírnou Uměleckých řemesel. Je autorem sériových realizací z oborů malovaného, rytého, leptaného, vrstveného, broušeného, hutnického i nápojového skla a rovněž několika vitráží.
Wünschovy liniové rytiny na tenkostěnných nádobách z 50. a 60. let i pozdější malby na skle se vyznačují nekonvenčností a patří k nejvýznamnějším inovacím dekorování skla. Je citlivým grafikem s vynikajícím smyslem pro kompozici plochy, který vyniká stejně ve skle řezaném, malovaném nebo leptaném. Jeho žardiniéra s rytým lineárním grafickým dekorem byla užita pro plakát výstavy v Amsterdamu a vyráběla se ještě v roce 2001. O Wünschových leptaných dekorech se roku 1964 pochvalně zmínil přední světový odborník Paul Perrot v časopisu Craft Horizons. Wünschovy návrhy vycházejí z výtvarné koncepce Josefa Kaplického a jsou ovlivněny i jednoduchými, účelnými a vizuálně atraktivními designy arch. Otto Rothmayera. V malbě na sklo dociluje jemných a harmonických dekorativních účinků užitím transparentních barev. Střízlivostí se vyznačuje i jeho ryté sklo, které vychází z jednoduchých motivů rozvržených v ploše a řezané vázy z barevného skla z 60. let, u kterých dociluje účinku členěním plochy a uměřeným dekorem.
U hutního skla dává přednost foukání základního tvaru do formy před volným tvarováním v ruce. Podnik Borské sklo zařadil do výroby jeho sklo zdobené lineární nebo smýkanou rytinou a vázy malované barevnými listry, proškrabované a kombinované s kresbou černou barvou. Z let 1962–1964 pocházejí jeho návrhy probrušovaného barevně vrstveného skla a vázy zdobené kontrastními barevnými sklovinami a rastrem tvořeným hranováním a probrušováním. První vyvzorovaná série využívala optického zrcadlení broušených geometrických rastrů na protilehlých stranách a byl o ni zájem mezi zákazníky, ale nebyla zařazena do výroby a firma vzorky rozprodala. Stal se z nich vysoce ceněný sběratelský artikl. Druhý návrh, chráněný copyrightem, se pod názvem „DUAL 63“ vyráběl ještě v polovině 70. let, později byl doplněn tzv. TRIALEM s barevným jádrem.
Roku 1964 získal 1. cenu MSP za kolekci prototypů broušeného skla zdobených lineární rytinou, a 3. cenu v soutěži Ústředí uměleckých řemesel, ale nakonec žádný jeho návrh nebyl zařazen do výroby. V letech 1965–1966 vytvořil pro Expo 67 v Montrealu vázy v neprůhledném vrstveném skle s černým rubínem, zdobené jednoduchými výbrusy, které vytvářejí barevnou gradaci a znásobují optický účin. Patří k jeho nejlepším pracím. V letech 1967–1968 navrhl pro EXBOR nádoby z vrstveného skla ve více barevných variantách, zdobené zatavenou skleněnou fritou. Pro Skloexport vytvořil několik souborů hutnicky zdobeného skla (slepované vázy s optišovým dekorem, aj,.), které se vyráběly několik let. V návrzích do architektury z let 1965–1975 opustil barevnost a využil spíše optických a reflexních vlastností skla v reliéfu. Jeho posledními návrhy pro EXBOR byly vázy využívající kontrast volně modelovaných a broušených ploch.
Od poloviny 60. let spolupracoval s architekty a navrhl a realizoval např. stěnu z modrého hutně tvarovaného skla pro jídelnu podniku Crystalex v Novém Boru. Z tohoto Modrého reliéfu vycházejí i Wünschovy pozdější autorské cykly hutně tvarovaných plastik (Růže, Vulkán) určených do interiéru. Po odchodu z Borského skla navrhl v letech 1969–1973 zrcadlovou stěnu a poté více než třicetidílný jídelní soubor, který byl kombinací skla, keramiky a dřeva, pro restauraci hotelu Ještěd v libereckém televizním vysílači arch. Hubáčka. Kromě toho byl autorem veškerého textilu – od oranžových ubrusů v restauraci až po modrobílé povlečení v pokojích. Navrhl také restaurační nádobí pro nově budovaný obchodní dům v Liberci (1972–1974).
V letech 1969–1974 spolupracoval se sklářskou hutí Ústředí uměleckých řemesel ve Škrdlovicích (F. Špinar, Rudolf a Jaroslav Beránkovi) a pro jejich malosériovou výrobu navrhoval lahve a vázy. Ve spolupráci s Výzkumným ústavem užitkového skla v Novém Boru (J. Flek) se v letech 1970–1975 věnoval experimentálnímu vzorování a realizaci autorských originálů (Sluneční disky se zataveným sklem teplých barev). V 70. letech se zaměřil na sklo tvarované ve sklářské huti a ve spolupráci s Josefem Rozinkem vytvořil sérii autorských čirých a modrých plastik foukaných do formy a ručně tvarovaných v huti. Později využil hutně předtvarované polotovary z několikrát barevně předjímaného a pískovaného skla k realizaci broušených plastik ve spolupráci s rytcem A. Schimmelem. Pro brusičskou dílnu Uměleckých řemesel v Praze navrhl kolekci barevného skla s opálovým jádrem a pro Crystalex dvě kolekce barevně vrstveného skla přebrušovaného na hladinářském brusu a soubor unikátních dekorativních číší.
Ve druhé polovině 90. let vytvořil sérii váz z vrstveného a pískovaného barevného skla. Hledal jiné možnosti, než byly matematicky přesně vybroušené objekty z optického skla a experimentoval s křišťálovou sklovinou s barevným jádrem a s opálovou vrstvou na povrchu. Objekty mají obvykle jednoduchý válcový tvar a barevné jádro syté, někdy až planoucí barvy, je viditelné pouze v místech odbroušené opakní povrchové vrstvy. K nejpůsobivějším patří jeho broušené objekty z temně zbarveného kouřového skla. Wünschovy broušené objekty lze volně zařadit do skupiny „stabilů“ nebo „labilů“ podle rovné nebo zaoblené základny. Některé broušené objekty mohou připomínat vodou omleté kameny z přírody, ale Wünsch posouvá jejich smysl a vytváří z nich opticky, světelně a barevně působivé skleněné klenoty.

### Zastoupení ve sbírkách
- The Corning Museum of Glass, USA
- Museum of Contemporary Crafts, New York City
- Museum Fodor, Amsterdam
- Moravská galerie v Brně
- Muzeum skla a bižuterie v Jablonci nad Nisou
- Pushkin State Museum of Fine Arts, Moskva
- Severočeské muzeum p.o., Liberec
- Ulster Museum, Belfast
- Stadtmuseum Hagen[5]
- Uměleckoprůmyslové museum, Praha
- Východočeské muzeum, Pardubice

### Realizace v architektuře (výběr)

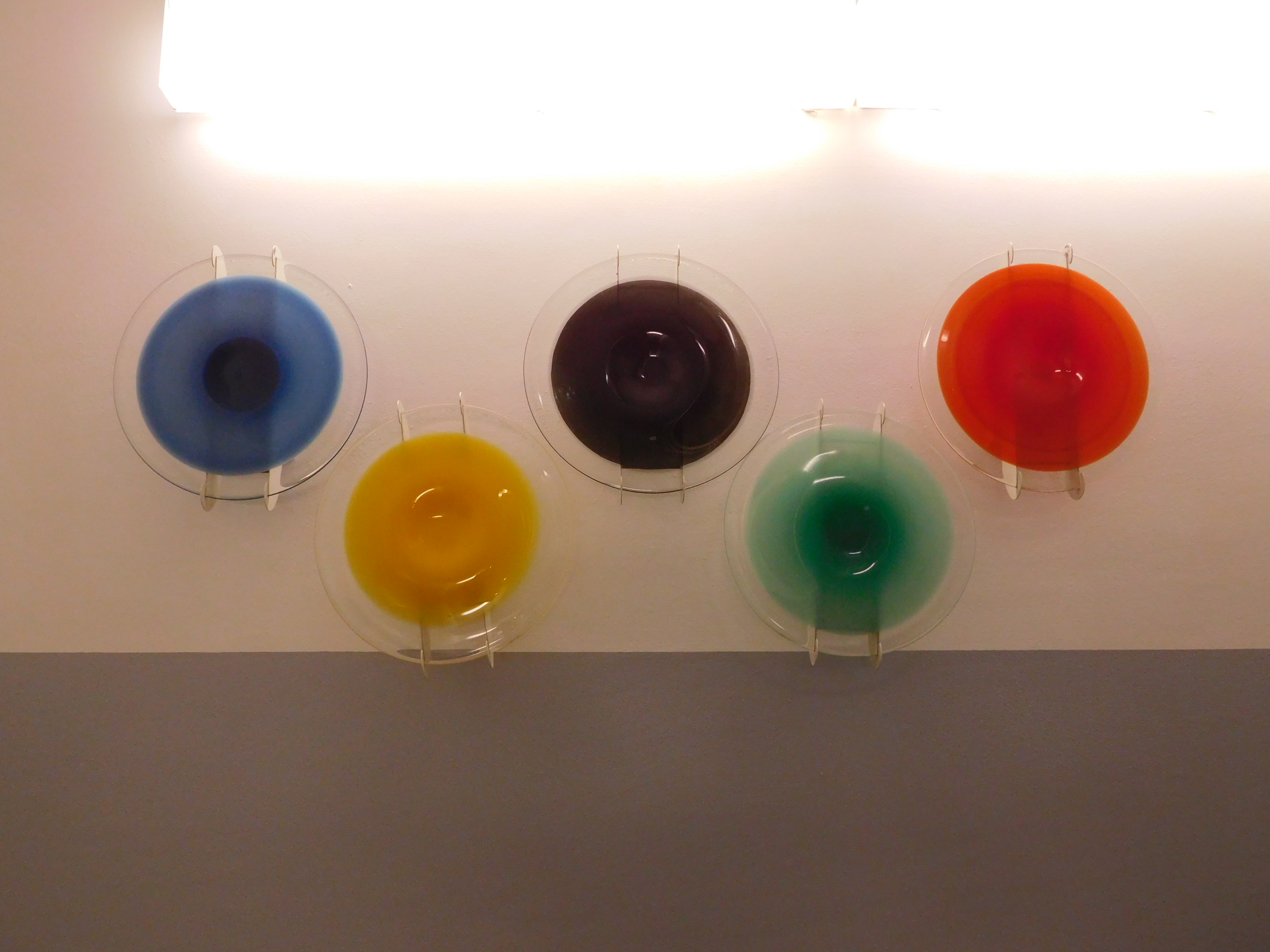
Karel Wünsch: Olympijské kruhy, 1978, Nemocnice Bulovka, Praha

- 1961 vitráž pro svatební síň v České Lípě
- 1964 vitráž pro Grandhotel v Novém Boru
- 1965/1968 prostorová stěna z ohýbaných a pokovených skleněných tabulí, Interhotel Bohemia, Ústí nad Labem
- 1967 vitráž pro Světovou výstavu Expo 67 v Montrealu
- 1967 nástěnný reliéf z kobaltového skla 14 x 4 m pro jídelnu podniku Crystalex
- 1968 prostorový objekt pro Naivní divadlo v Liberci
- 1970 prohnuté prostorové zrcadlo pro restauraci Ještěd
- 1975 skleněná stěna, Motel Dubenec
- 1976 svítidla, komunitní centrum Praha, školní zahrada, Liberec
- 1978 reliéf, nemocnice Bulovka
- 1981 3 skleněné stěny, kulturní centrum Kolosseum Liberec
- 1986 panel, Lázně Libverda
- 1989 2 okna s tématem Sunrise, Skloexport Liberec

### Výstavy

#### Autorské (výběr)
- 1969 Karel Wünsch: Sklo, Muzeum skla a bižuterie v Jablonci nad Nisou
- 1973 Karel Wünsch, Galerie Dílo Ústí nad Labem
- 1975 Karel Wünsch, Severočeské muzeum Liberec
- 1977 Karel Wünsch, Oblastní galerie Litoměřice, Prager Galerie Norimberk, Essener Glasgalerie, Essen
- 1978 Karel Wünsch, Galerie Karolina, Praha
- 1978 Karel Wünsch, Galerie Koszykova, Varšava (s F. Víznerem)
- 1981 Karel Wünsch: Sklo, Galerie Dílo Zlatá ulička, Praha
- 1982 Karel Wünsch, De Rozengalerie, Amsterdam
- 1984 Karel Wünsch, Galerie Karolina, Praha
- 1985/1986 Karel Wünsch: Sklo 1959–1984, Sklářské muzeum, Kamenický Šenov
- 1986 Karel Wünsch, Galerie Atrium Praha (s J. Malovaným)[44]
- 2000 Karel Wünsch, Galerie W, Nový Bor

#### Kolektivní (výběr)
- 1960 Czechoslovak Modern Glass, Československé kulturní centrum (Czechoslovak Cultural Centre), Káhira
- 1960 XII. Triennale di Milano, Pallazo dell'Arte, Milán
- 1961 Tsjechischs Glas, Museum Fodor, Amsterdam
- 1961 Bilance 1960, Výstavní síň Ústředí lidové umělecké výroby (ÚLUV), Praha
- 1961 Užité umění a průmyslové výtvarnictví, Uměleckoprůmyslové museum, Praha
- 1963 Bilance 1962–63: Třetí členská výstava Skupiny průmyslových výtvarníků U. B., Galerie Československý spisovatel, Praha
- 1963 Współczesne szkło w Czechosłowacji, Muzeum Śląskie, Wrocław
- 1964 Tschechoslowakisches Glas, Grassi – Museum für Angewandte Kunst, Lipsko
- 1964 Glass – Czechoslovakia and Italy, Museum of Contemporary Crafts, New York
- 1964 Sklo borských výtvarníků, Muzeum skla a bižuterie v Jablonci nad Nisou
- 1965 Ryté sklo: První přehlídka soudobé tvorby, Moravská galerie v Brně
- 1965 Bohemian Glass, Victoria and Albert Museum, London
- 1965 Tsjekkoslovakisk glass, keramik og tekstiler, Kunstindustrimuseet – The Museum of Decorative Arts and Design, Oslo
- 1965 Výtvarní umělci k výročí 20 let ČSSR, Dům U Hybernů, Praha
- 1965 Salón současného rytého skla, Moravská galerie v Brně
- 1966 Bilance ’66, Mánes, Praha
- 1967 Expo 67, Montreal
- 1967 Sklo '67, Staroměstská radnice, Praha
- 1969 50 let českého užitého umění a průmyslového výtvarnictví, Mánes, Praha
- 1969 Sklo severočeských výtvarníků, Výstavní síň Betlémské náměstí, Praha
- 1969 50 Jahre der Tschechischen angewandten Kunst und Industrial Design, MAK – Österreichisches Museum für angewandte Kunst / Gegenwartskunst, Vídeň
- 1969 Socha a město, Liberec
- 1970 Zamiary i zapasy: 50 lat czeskiej sztuki stosowanej i plastyki przemysłowej, Muzeum Śląskie, Wrocław
- 1972 Exempla 72, München
- 1973 Metamorfózy skla, Moravská galerie v Brně
- 1973 Böhmisk Glas genom tiderna, Nationalmuseum, Stockholm
- 1973/1974 Böhmisches Glas der Gegenwart, Museum für Kunst und Gewerbe Hamburg, Hamburk (Hamburg), Museum Kunstpalast (Kunstmuseum Düsseldorf), Düsseldorf, Badisches Landesmuseum Karlsruhe, Kunstgewerbemuseum Berlin, Kunstsammlungen der Veste Coburg
- 1976 Jablonec 76: II. mezinárodní výstava skla a porcelánu, Jablonec nad Nisou
- 1977 Coburger Glaspreis 77, Kunstsammlungen der Veste Coburg, Glaskunst der Gegenwart, Hessisches Landesmuseum, Kassel
- 1977 Umělecké sklo 1977. Oborová přehlídka současné sklářské tvorby, Praha
- 1978 Checoslovaquia en las artes del vidrio, la porcelana y la pintura naif, Galerie Arteta, Bilbao, 2. Quadriennale des Kunsthandwerks, Erfurt, Internationale Handwerkmesse, München, Galerie Insa, Madrid, Glas 78, Düsseldorf
- 1979 Bohemian Art Glass, Chicago, Internationale Handwerkmesse, München
- 1980 Trienále řezaného skla, Uměleckoprůmyslové muzeum, Brno
- 1980 Die Kunst Osteuropas im 20. Jahrhundert, Garmisch-Partenkirchen, Zentralschweizer Glaspreis 80, Luzern, Bömischer Glas, Bremen
- 1980 Užité umění 70/80. Sklo, kov, textil, nábytek, keramika., Moravská galerie v Brně
- 1983 Skleněná plastika, Dům umění města Brna, Internationale Handwerkmesse, München, Tschechisches Glas, Frankfurt am Main, Masters of Czech Glass 1945–1965, Klein Gallery, London
- 1983 300 Years of Bohemian Glass and Costume Jewellery, Isetan Museum of Art, Tokio, Hokkaido Museum of Modern Art, Sapporo, Yamanashi Prefectural Museum, Kofu
- 1984 Sklářská sympozia ve Škrdlovicích 1970–1983, Galerie Nová síň, Praha
- 1984 Vetro di Cecoslovacchia, Palazzo Sforza, Milano
- 1985 Sto let českého užitého umění: České užité umění 1885–1985 ze sbírek Uměleckoprůmyslového muzea v Praze k stému výročí založení muzea, Uměleckoprůmyslové museum, Praha
- 1985 Sklářská sympozia ve Škrdlovicích 1970–1983, Horácká galerie v Novém Městě na Moravě
- 1986 Škrdlovické sklo, Muzeum hlavního města Prahy
- 1987 Skleněná plastika, Dům umění města Brna
- 1987 Současná československá skleněná plastika a skleněný šperk, Galéria Miloša Alexandra Bazovského v Trenčíne
- 1987/1988 Trienále řezaného a rytého skla: Těžítko a drobný objekt, Moravská galerie v Brně
- 1989/1990 Verres de Bohême: 1400–1989 chefs-d'œuvre des musées de Tchécoslovaquie, Musée des Arts décoratifs, Paříž
- 1990 45 let výtvarného umění Severních Čech 1945–1990, Severočeská galerie výtvarného umění v Litoměřicích
- 1990 Skleněný inspiromat: Československé sklo z let 1955–1965, Severočeské muzeum p.o., Liberec
- 1991 Prague Glass Prize 91 / Sklářská cena Praha 91, Mánes, Praha
- 1992 Sztuka czeska i słowacka XX. w., Muzeum Narodowe we Wrocławiu, Wrocław
- 1992 Souvztažnosti, Skleněná plastika a vitráže 1992, Dům umění města Brna
- 1994 Sklo 20. století, Východočeské muzeum, Pardubice
- 1996/1997 Užité umění 60. let, Uměleckoprůmyslové muzeum, Brno
- 2005 Aufbruch. Tschechische Glas 1945–1980, Museum Kunstpalast (Kunstmuseum Düsseldorf), Düsseldorf
- 2005/2006 Design in an Age of Adversity: Czech Glass, 1945–1980, The Corning Museum of Glass, Corning, Museum of Glass, Tacoma
- 2007 Czech Glass / 1945–1980 (Design in an Age of Adversity and Illusion) / České sklo / 1945–1980 (Tvorba v době mizerie a iluzí), Veletržní palác, Praha
- 2007 Tschechisch Glaskunst 1945–1970, Glasmuseum, Frauenau
- 2007/2010 Exotismy ve výtvarném umění XX. století v Čechách a na Moravě, České muzeum výtvarných umění, Praha, Galerie výtvarného umění, Hodonín, Dům U Jonáše – galerie, Pardubice, Galerie výtvarného umění, Cheb, Krajská galerie výtvarného umění ve Zlíně
- 2008 Hi Sklo Lo Sklo: Post War Czech Glass Design From Masterpiece To Mass-Produced, King's Lynn Arts Centre, Norfolk
- 2009 Socha a město Liberec 1969. Výstava o výstavě Liberec 2009, Oblastní galerie Liberec
- 2009/2010 Magie skla: Sklárna Beránek ve Škrdlovicích 1940–2008, Východočeské muzeum, Pardubice (Pardubice)
- 2010 SKLO.KLASIK, Letohrádek královny Anny (Belveder), Praha
- 2011/2012 Hold sklu / A Homage to Glass, Severočeské muzeum p.o., Liberec, Muzeum Prostějovska, Prostějov
- 2012/2013 Vše nejlepší! České sklářské umění, Uměleckoprůmyslové museum, Praha
- 2015/2016 Výstava XII. IGS, Sklářské muzeum v Novém Boru
- 2016 Výstava Ex-IGS, Huť František – Centrum sklářského umění, Sázava
- 2018/2019 Dva v jednom: Design českého a slovenského skla 1918–2018, Muzeum skla a bižuterie v Jablonci nad Nisou

#### Autorské katalogy
- Antonín Langhamer: Karel Wünsch (Výstava skla z let 1959–1969), Muzeum skla a bižuterie v Jablonci nad Nisou 1969
- Oldřich Palata (ed.), text Alena Adlerová: Karel Wünsch – Sklo, Severočeské muzeum v Liberci 1975
- Eva Brodská: Gobelíny, Karel Wünsch: Sklo, text Jiří Dolejš, Severočeská galerie výtvarného umění v Litoměřicích 1976
- Alena Adlerová: Karel Wünsch (Glass 1959–1984 / Glas aus dem Jahren 1959–1984), Sklářské muzeum Kamenický Šenov 1985
- Antonín Langhamer: Karel Wünsch – sklo z let 1990–2000, Galerie W, 2000

#### Souborné publikace
- Josef Raban, Modern Bohemian Glass, Artia 1963
- Karel Hetteš, Sklo borských výtvarníků, Muzeum skla a bižuterie v Jablonci nad Nisou 1964
- Alena Adlerová, Tschechoslowakisches Glas, Lipsko 1964
- Jiřina Medková, Ryté sklo: První přehlídka soudobé tvorby, Moravská galerie v Brně 1965
- Ludmila Vachtová a kol., Socha a město, Liberec 1969
- Alena Adlerová, Sklo severočeských výtvarníků, SČVU 1969
- Dušan Šindelář, Současné umělecké sklo v Československu, Obelisk, Praha 1970
- Jiřina Medková, Metamorfózy skla (Přehlídka současné československé skleněné plastiky), Moravská galerie v Brně 1973
- Geoffrey Beard, International Modern Glass, London 1976, p. 253
- Alena Adlerová, Contemporary Bohemian Glass, Odeon, Praha 1979
- Karel Holešovský, Užité umění 70/80, Moravská galerie v Brně 1980
- Petr Spielmann, Die Kunst Osteuropas im 20. Jahrhundert in öffentlichen Sammlungen der Bundesrepublik Deutschland und Berlins (West), 260 s., Museum Bochum 1980, ISBN 3-8093-0062-4
- Vlasta Čiháková Noshiro a kol., 300 Years of Bohemian Glass and Costume Jewellery, 199 pp., Hokkaido Museum of Modern Art, Sapporo 1983
- Stanislav Libenský a kol., Skleněná plastika (Současná československá tvorba), Dům umění města Brna 1983
- Jaroslav Svoboda, Sklářská sympozia ve Škrdlovicích 1970–1983, Praha 1984
- František Arnošt, České sklo (Historie českého skla a současnost v oborovém podniku Crystalex Nový Bor), Crystalex, Nový Bor 1985
- Jaroslav Svoboda, Antonín Hartmann, Škrdlovické sklo, 1986
- Jan Rous a kol., Sto let českého užitého umění (České užité umění 1885–1985 ze sbírek Uměleckoprůmyslového muzea v Praze k stému výročí založení muzea), Uměleckoprůmyslové muzeum v Praze 1987
- Jiřina Medková, Skleněná plastika, Dům umění města Brna 1987
- Marián Kvasnička, Danica Lovišková, Súčasná československá sklenená plastika a sklenený šperk, Trenčín 1987
- Who´s Who in Contemporary Glass Art. A Comprehensive World Guide to Glass Artists-Craftsmen-Designers, Waldrich Verlag, München 1993, p. 617
- Antonín Hartmann, Bohemia Glass Škrdlovice, Ústředí uměleckých řemesel, Praha 1989
- Oldřich Palata, Skleněný inspiromat (Československé sklo z let 1955–1965), Severočeské muzeum Liberec 1990
- Antonín Langhamer, Legenda o českém skle, 292 s., TIGRIS spol. s r. o. 1999, ISBN 80-86062-02-3
- Sylva Petrová, České sklo, 283 s., Gallery, spol. s r.o. (Jaroslav Kořán), Praha 2001
- Helmut Ricke (ed.), Czech Glass 1945–1980, 448 p., Museum Kunstpalast (Kunstmuseum Düsseldorf), Arnoldsche 2005, ISBN 3-89790-217-6
- Milan Hlaveš (ed.), České sklo 1945-1980, Tvorba v době mizérie a iluzí, UPM a NGP Praha 2007, ISBN 978-80-7101-069-2
- Mark Hill, Graham Cooley, Hi Sklo Lo Sklo (Post War Czech Glass Design From Masterpiece To Mass-Produced), Mark Hill Publishing 2008
- Oldřich Palata, Linda Paukertová Leffová, Hold sklu / Hommage to Glass, Severočeské muzeum Liberec 2011, ISBN 978-80-87266-06-9

### Články
- Vratislav Šotola: Karel Wünsch, Glasrevue 1964, s. 175–178
- Zdeněk Stehlík: Karel Wünsch, Glasrevue 1969, s. 264–268
- Zdeněk Stehlík: Karel Wünsch, Sklář a keramik 1970, s. 131
- Antonín Langhamer, Karel Wünsch a jeho ještědský soubor, Umění a řemesla 1975, č. 1, s. 10–11
- Alena Adlerová: Karel Wünsch. Glas in interier, Glasrevue 1976, č. 6, s. 2–6
- Antonín Langhamer: Karel Wünsch – Sklo z let 1990–2000, Sklář a keramik 51, č. 3, 2001, s. 54–55
- Antonín Langhamer, Sklář Karel Wünsch, Sklář a keramik 2, 2003, s. 18–20
- Jan Kaňa, Sklářský výtvarník Karel Wünsch, Revue Art 8, č. 1, 2015, s. 58–59